# 正宗・バーグマン環化
正宗・バーグマン環化（まさむね・バーグマンかんか、英: Masamune–Bergman cyclization）は、エンジインが適した水素供与体存在下で加熱された時に起こる転位反応である。正宗・バーグマン反応あるいは正宗・バーグマン環化芳香族化とも呼ばれる。環化芳香族化反応では最も有名でよく研究がなされている。反応生成物はベンゼン誘導体である。
本反応は熱反応あるいは熱分解（200 °C以上）によって進行し、短寿命で非常に反応性の高いp-ベンザインビラジカル種を形成する。これは1,4-シクロヘキサジエンといったいかなる水素供与体と反応する。四塩化炭素によってクエンチされた時の反応生成物は1,4-ジクロロベンゼンであり、メタノールでは反応生成物はベンジルアルコールとなる。
エンイン部分が10員環炭化水素環（例えばシクロデカ-3-エン-1,5-ジエン）に取り込まれていると、反応物の環歪みが増大することによって、反応は37 °C以下の低い温度でも進行する。
カリケアミシンといった天然物は同様の10員環を含んでおり、細胞毒性を示すことが明らかにされている。これらの化合物は上述のようにジラジカル中間体を生成し、DNA一重鎖あるいは二重鎖の切断を引き起こす。この性質を利用したマイロターグといったモノクローナル抗体を含む新薬も開発されている。
構造中にクロロベンゼン部位を持つスポロリド類といったある生体分子の形成においてビラジカル機構が働いていることも提唱されている。この機構では、ハロゲン化物塩がハロゲンを供与する。DMSO中37 °Cでエンジインのシクロデカ-1,5-ジイン-3-エン、ハロゲン源として臭化リチウム、水素源として酢酸を用いたモデル反応はこの理論を支持している。
この反応はエンジイン対して一次で、p-ベンザインの形成が律速段階であることが明らかにされている。次に、ハロゲン化物イオンが新たなBr-C結合の形成において2電子を供与し、ラジカル電子が一時的なC1-C4結合を通じて受け渡され、アニオン中間体が形成されると考えられている。このアニオンは強力な塩基であり、DMSOからプロトンを引き抜き最終生成物となる。ジブロミドあるいはジハロゲン生成物（テトラリン）は形成されない。